# Saphenista
Saphenista is een geslacht van vlinders van de familie bladrollers (Tortricidae).

## Soorten
- S. absidata Razowski, 1994
- S. aculeata (Razowski, 1967)
- S. affecta Razowski, 1986
- S. allasia Razowski, 1994
- S. ambidextria Razowski, 1994
- S. amusa Razowski, 1993
- S. argyraspis Razowski, 1984
- S. astricta Razowski & Becker, 1983
- S. brilhanteana Razowski & Becker, 1983
- S. bunteoides Forbes, 1931
- S. burrens Razowski, 1993
- S. campalita Razowski, 1993
- S. cinigmula (Razowski & Becker, 1986)
- S. cnemiodota Razowski, 1994
- S. consona Razowski & Becker, 1983
- S. constipata Razowski, 1994
- S. consulta Razowski, 1986
- S. cordifera (Meyrick, 1932)
- S. cryptogramma Razowski & Becker, 1994
- S. cyphoma Razowski, 1994
- S. chloromixta Razowski, 1992
- S. delapsa Razowski, 1990
- S. delicatulana (Zeller, 1877)
- S. dexia Razowski & Becker, 1986
- S. discrepans Razowski, 1994
- S. dyas Razowski & Becker, 1983
- S. embaphion Razowski, 1984
- S. embolina Razowski, 1984
- S. endomycha Razowski, 1992
- S. eneilema Razowski, 1992
- S. ephimera Razowski, 1992
- S. epiera Razowski, 1992
- S. epipolea Razowski, 1992
- S. eranna Razowski & Becker, 1986
- S. erasmia Razowski, 1992
- S. ereba Razowski, 1992
- S. euprepia Razowski, 1993
- S. fatua Razowski & Becker, 1983
- S. fluida Razowski, 1986
- S. gilva Razowski & Becker, 1986
- S. glorianda Razowski, 1986
- S. gnathmocera Razowski, 1992

- S. horrens Razowski & Becker, 1983
- S. illimis Razowski, 1986
- S. imaginaria Razowski & Becker, 1986
- S. incauta Razowski & Becker, 1986
- S. juvenca Razowski & Becker, 1986
- S. lacteipalpis (Walsingham, 1891)
- S. lassa (Razowski, 1986)
- S. lathridia Razowski & Becker, 1986
- S. livida Razowski, 1986
- S. mediocris Razowski, 1986
- S. melema Razowski, 1992
- S. milicha Razowski, 1994
- S. nauphraga Razowski & Becker, 1983
- S. neanica Razowski & Becker, 1986
- S. nongrata Razowski, 1986
- S. ochracea (Razowski, 1967)
- S. omoea Razowski, 1993
- S. onychina Razowski & Becker, 1986
- S. oreada Razowski & Becker, 1986
- S. orescia Razowski & Becker, 1986
- S. orichalcana Razowski & Becker, 1986
- S. paliki Razowski & Becker, 1983
- S. pellax Razowski & Becker, 1983
- S. peraviae Razowski, 1994
- S. peruviana Razowski, 1993
- S. phenax Razowski, 1994
- S. praefasciata (Meyrick, 1932)
- S. praia Razowski, 1986
- S. rawlinsiana Razowski, 1994
- S. remota Razowski & Becker, 1983
- S. ryrsiloba Razowski, 1990
- S. sclerorhaphia Razowski & Becker, 1994
- S. semistrigata Forbes, 1931
- S. solda Razowski, 1994
- S. squalida Razowski & Becker, 1983
- S. storthingoloba Razowski, 1992
- S. substructa (Meyrick, 1927)
- S. temperata Razowski, 1986
- S. teopiscana Razowski & Becker, 1986
- S. unguifera (Razowski, 1967)
- S. xysta Razowski, 1994